# Hertogdom Glückstadt
Het hertogdom Glückstadt (Duits: Herzogtum Glückstadt of Sleeswijk-Holstein-Glückstadt (Duits: Schleswig-Holstein-Glückstadt) was een hertogdom binnen de hertogdommen Sleeswijk en Holstein. Het hertogdom Holstein behoorde tot de Neder-Saksische Kreits binnen het Heilige Roomse Rijk, Sleeswijk was een Deens leengebied.
Na de dood in 1533 van koning Frederik I van Denemarken, die tevens hertog was van Sleeswijk en Holstein, deelden zijn drie zonen in 1544 de hertogdommen. Hierbij kregen ieder van de drie broers een aandeel in beide hertogdommen.
- Christiaan III kreeg Sønderborg (Duits: Sonderburg) met Als, Ærø, Flensburg, Bredstedt, het gebied om Segeberg, Oldesloe, Plön, Steinburg, Reinfeld en Ahrensbök.
- Johan kreeg Haderslev (Duits: Hadersleben) met Rendsburg, Tønder, Løgumkloster en Fehmarn (uitgestorven in 1580)
- Adolf kreeg Gottorp met Aabenraa (Duits: Apenrade), Südschleswig, Stapelholm, Husum, Eiderstedt, Kiel, Neumünster, Oldenburg, Cismar, Neustadt, Trittau en Reinbeck.
- de kloosters, de ridderschap, de steden, de rechtspraak, het leger en de belasting bleven een gemeenschappelijke aangelegenheid.

Na het uitsterven van de linie Holstein-Hadersleben in 1580 werd het gebied in 1581 verdeeld onder de twee overgebleven takken, waarbij Rendsburg aan de koninklijke tak te Sønderborg kwam en Fehmarn aan de hertogelijke tak te Gottorp. 
In 1564 droeg koning Frederik II van Denemarken een deel van de hertogdommen (Sønderborg en Plön) over aan zijn jongere broer Johan. In 1580 beleende hij Johan met:
- het ambt, de stad en het slot Sønderborg
- de stad Ærøskøbing
- het ambt Norborg
- het ambt, de stad en het slot Plön
- het klooster Ahrensbök

In 1590 beleende de keizer hertog Johan met de bezittingen die gelegen waren binnen het hertogdom Holstein. Het koninkrijk Denemarken beleende de heren met hun goederen binnen het hertogdom Sleeswijk. De standen van beide hertogdommen weigerden de hertog echter huldigen omdat zij het land niet verder wilden laten verbrokkelen.
Johan en zijn nakomelingen stonden voortaan bekend onder de naam "abgeteilte Herren". Na de dood van Johan in 1623 werd het bezit van deze tak Sleeswijk-Holstein-Sonderburg nog uitgebreid met het klooster Rudekloster, het klooster Reinfeld, het koninklijke deel van Sundeved en goederen op Ærø.
In 1622 werd het bezit van hertog Johan onder zijn zonen verdeeld:
- Christiaan kreeg Arrö (Deens: Ærø) (uitgestorven in 1633)
- Alexander kreeg Sønderborg
- Johan Adolf kreeg Norborg (uitgestorven in 1622)
- Frederik kreeg Norborg in 1624 (uitgestorven in 1679)
- Philips kreeg Glücksburg (uitgestorven in 1779)
- Joachim Ernst I kreeg Plön (uitgestorven in 1761)

Deze gebieden bleven dus behoren bij het koninklijke deel van de hertogdommen.
In 1640 kwam het graafschap Pinneberg aan de koninklijke tak en aan de linie Holstein-Gottorp. Het graafschap werd verdeeld.
De hoofdstad van het koninklijke deel werd in 1648 verlegd naar Glückstadt.
In 1667 confisqueerde de koning het deelhertogdom Holstein-Sonderburg na het faillissement van de hertog. De hertog van Holstein-Norburg stond zijn deel in 1669 af aan de koning.
In 1721 kwam door de vrede van Fredriksborg het Gottorfer deel van het hertogdom Sleeswijk aan de koning. Hiermee was Sleeswijk weer een staatsrechtelijke eenheid. 
Na het uitsterven van de linie Holstein-Plön in 1761 vielen ook die bezittingen terug aan de koning. In 1773 vond de overdracht plaats van het intussen in Russische handen gekomen deelhertogdom Holstein-Gottorp in ruil voor het graafschap Oldenburg. Hiermee was Holstein weer een staatsrechtelijke eenheid geworden. Ten slotte stierf in 1779 de linie Holstein-Glücksburg uit.
Na 1773 waren de hertogdommen Sleeswijk en Holstein dus in één hand en in personele unie verbonden met het koninkrijk Denemarken.